# Torneo Latino de Rugby League 2016
El Torneo Latino de Rugby League de 2016 fue la segunda edición del torneo de rugby league en formato de 9 jugadores.
El campeón fue el seleccionado de Chile al vencer en la final a Perú por un marcador de 20 a 14.
Se disputó durante el mes de octubre de 2016 en el New Era Stadium de Cabramatta en Australia.

## Equipos participantes
- Chile
- Colombia
- Ecuador
- El Salvador
- Perú
- Uruguay

## Resultados

### Fase de grupos

#### Grupo A
| octubre de 2016 | Chile | 12 - 8 | El Salvador | New Era Stadium, Cabramatta |  |

| octubre de 2016 | Perú | 12 - 10 | El Salvador | New Era Stadium, Cabramatta |  |

| octubre de 2016 | Chile | 24 - 20 | Perú | New Era Stadium, Cabramatta |  |

#### Grupo B
| octubre de 2016 | Ecuador | 4 - 34 | Uruguay | New Era Stadium, Cabramatta |  |

| octubre de 2016 | Ecuador | 0 - 26 | Colombia | New Era Stadium, Cabramatta |  |

| octubre de 2016 | Uruguay | 32 - 4 | Colombia | New Era Stadium, Cabramatta |  |

### Semifinales
| octubre de 2016 | Chile | 26 - 4 | Colombia | New Era Stadium, Cabramatta |  |

| octubre de 2016 | Uruguay | 10 - 18 | Perú | New Era Stadium, Cabramatta |  |

### Final
| octubre de 2016 | Chile | 20 - 14 | Perú | New Era Stadium, Cabramatta |  |